# Sucker Punch Productions
Sucker Punch Productions LLC ist ein US-amerikanisches Entwicklerstudio für Videospiele in Bellevue, das 1997 von dem ehemaligen Microsoft-Mitarbeiter Brian Fleming gegründet wurde. Die für Sony entwickelte Trilogie um den Helden Sly Cooper wurde über zwei Millionen Mal verkauft. Das Entwicklerstudio wurde im August 2011 von Sony aufgekauft.

## Geschichte
Am 2. August 2011 wurde die Übernahme durch Sony und Eingliederung des Studios in die SCE Worldwide Studios bekanntgegeben.

## Spiele
| Titel                       | Erscheinungsjahr | Plattform     | GameRankings | Metacritic | Anmerkung                                      |
| --------------------------- | ---------------- | ------------- | ------------ | ---------- | ---------------------------------------------- |
| Rocket: Robot on Wheels     | 1999             | Nintendo 64   | 81,32 %      | —          |                                                |
| Sly Raccoon                 | 2002             | PlayStation 2 | 85,23 %      | 86/100     |                                                |
| Sly 2: Band of Thieves      | 2004             | PlayStation 2 | 87,92 %      | 88/100     |                                                |
| Sly 3: Honor Among Thieves  | 2005             | PlayStation 2 | 84,18 %      | 83/100     |                                                |
| Infamous                    | 2009             | PlayStation 3 | 86,31 %      | 85/100     |                                                |
| The Sly Collection          | 2010             | PlayStation 3 | 87,43 %      | 85/100     | gemeinsam mit Sanzaru Games                    |
| Infamous 2                  | 2011             | PlayStation 3 | 84,44 %      | 83/100     |                                                |
| Infamous: Festival of Blood | 2011             | PlayStation 3 | 79,89 %      | 78/100     | Standalone-Erweiterung zu Infamous 2           |
| Infamous: Second Son        | 2014             | PlayStation 4 | 81,44 %      | 80/100     |                                                |
| Infamous: First Light       | 2014             | PlayStation 4 |              | 73/100     | Standalone-Erweiterung zu Infamous: Second Son |
| Ghost of Tsushima           | 2020             | PlayStation 4 |              | 83/100     |                                                |
| Ghost of Yōtei              | 2025             | PlayStation 5 |              |            |                                                |